# Rennweg (Königsforst)
Koordinaten: 50° 55′ 53,5″ N, 7° 7′ 43,8″ O

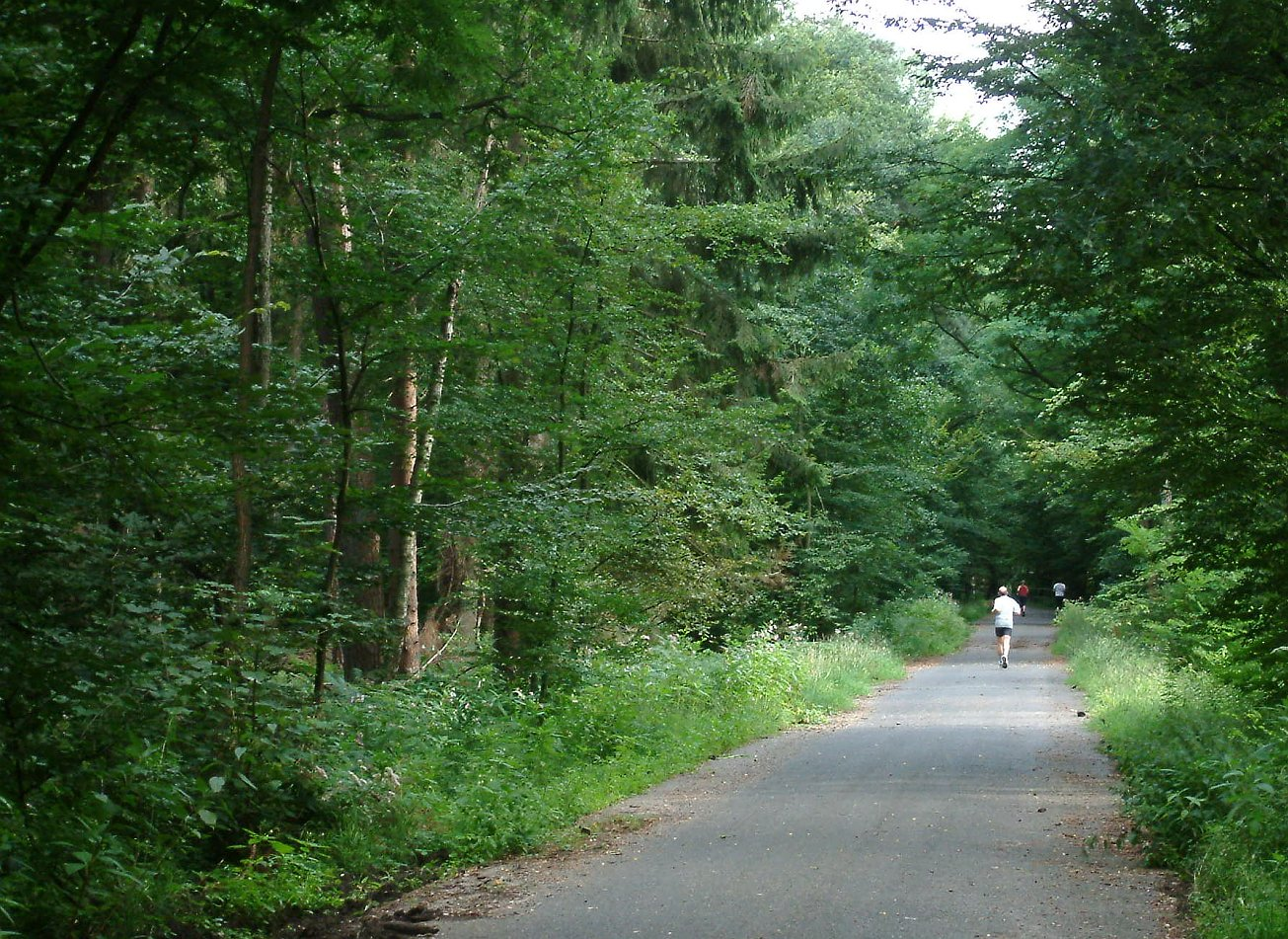
Nördlicher Anfang des Rennweges

Der Rennweg ist ein teilweise asphaltierter Weg, der den Königsforst bei Köln in Nord-Süd-Richtung durchquert. Für PKW ist er gesperrt.
Vor dem Bau der Bundesautobahn 4 zweigte er von der Frankenforster Straße ab. Das kleine Teilstück ist noch heute zu erkennen. Vom Rather Weg aus, in der Nähe des Autobahnanschlusses Bergisch Gladbach-Frankenforst, durchquert er den Königsforst über 5 km nahezu geradlinig und setzt sich bis in die Wahner Heide fort. Zwischen Rösrather Straße und Rather Weg ist er asphaltiert (und damit z. B. für Rennradfahrer geeignet); südlich davon, nämlich bis zur Alte Kölner Straße ist er lediglich ein Schotterweg. 
Für die Bezeichnung Rennweg gibt es zwei lokale Erklärungsversuche:
1. Zahlreiche Bergbaurelikte finden sich im Königsforst. Neben etlichen Gruben wurden auch Schlacken gefunden, die auf vorgeschichtliche Eisenerzförderung und Verhüttung schließen lassen. Das Erz wurde in sogenannten Rennöfen geschmolzen. Das Erz rinnt (rennt) beim Schmelzprozess. Der Name Rennweg wird deshalb vielfach mit den ausgegrabenen vorgeschichtlichen Rennöfen in Verbindung gebracht.
2. Die Herzöge von Berg veranstalteten des Öfteren Hetzjagden im Königsforst. Hierzu wurde der Rennweg beiderseits abgesperrt, so dass das gehetzte Wild nicht zur Seite entweichen konnte. Verfolgt von der Jagdgesellschaft mit ihren Hunden rannten die so gehetzten Tiere sodann durch die gradlinige Waldschneise, bis sie vor Erschöpfung zusammenbrachen.